# N607 (België)
De N607 is een gewestweg in België die binnen Luik de N617a (Boulevard d'Avroy) met de A602/E25 verbindt. De lengte van de weg bedraagt ongeveer 550 meter.

## Traject
De N607 loopt vanaf de N617a (Boulevard d'Avroy) in Luik, via de Jardin Jean-Bernard Lejeune naar de E25-A602.

## N607a
De N607a is een route in Luik vlak bij de N607, maar sluit niet aan op de N607. De 1,3 kilometer lange route begint op de rotonde van Rue Edouard Wacken en gaat direct nadat ze onder de treinsporen en de A602 is gegaan linksaf. De route gaat vervolgens over de Avenue de l'Observatoire en eindigt op de rotonde met de Boulevard Gustave Kleyer.